# Carlos Luquero
Carlos Luquero López (Avila, 3 maggio 1947) è un ex cestista spagnolo.

## Carriera
Con la Spagna ha disputato i Campionati europei del 1967.